# Stazione di Matelica
Stazione di Matelica vasútállomás Olaszországban, Marche régióban, Matelica településen.

## Vasútvonalak
Az állomást az alábbi vasútvonalak érintik:
- Civitanova-Fabriano-vasútvonal

## Kapcsolódó állomások
A vasútállomáshoz az alábbi állomások vannak a legközelebb: 
- Stazione di Castelraimondo-Camerino
- Stazione di Cerreto d'Esi